# Grallaricula peruviana
A perui hangyászpitta (Grallaricula peruviana) a madarak osztályának verébalakúak (Passeriformes) rendjébe és a  hangyászpittafélék (Grallariidae) családjába tartozó faj.

## Előfordulása
Az Andok keleti lejtőin, Ecuador déli és Peru északi részén honos. A természetes élőhelye szubtrópusi és trópusi hegyi esőerdők.

## Megjelenése
Átlagos testtömege 18.8 gramm.

## Életmódja
Az erdők aljnövényzetében keresgéli kisebb gerincesekből és ízeltlábúakból álló táplálékát.